# Taieria kaituna
Taieria kaituna är en spindelart som beskrevs av Forster 1979. Taieria kaituna ingår i släktet Taieria och familjen plattbuksspindlar. Inga underarter finns listade i Catalogue of Life.